# Josip Layer
Josip Layer, slovenski slikar, * 17. marec 1688, Kranj, † 10. januar 1744, Kranj. 
Josip Layer je prvi znani slikar iz družine kranjskih slikarjev, ki je delovala v 18. in prvi tretini 19. stoletja. Arhivsko je dokazana le ena slika. Njegovo delo je nadaljeval sin Marko Layer.